# Georges Castellan
Pour les articles homonymes, voir Castellan.
Georges Castellan, né le 26 septembre 1920 à Cannes et mort le 24 février 2014 dans le 11e arrondissement de Paris,, est un historien français du XXe siècle spécialiste de l'Europe centrale et orientale.

## Biographie
Georges Castellan a été professeur de l'université Paris III, enseignant à l'Inalco (Langues'O), docteur honoris causa de l'université de Poznan et de l'université Humboldt de Berlin. Il a été éditeur du journal Allemagne d’aujourd’hui.

## Travaux
Ses écrits sur la République démocratique allemande (RDA) sont marqués, selon l'historien Ulrich Pfeil par le fait que les frontières entre milieu communiste et socialiste en France étaient assez floues. Ceux-ci montrent que la RDA était déjà perçu comme une réalité singulière dans ces milieux au milieu des années 1950, mais d'autre part, sans que Castellan ait encore capable de porter un regard critique sur l'État communiste à ce moment-là. Dans son premier ouvrage de 1955, il critique les déficits démocratiques de la RDA et voit des parallèles avec le système de gouvernement nazi.
Dans les années 1960, il devient, selon Pfeil, le père de la recherche systémique en France consacrée à la RDA. Malgré des jugements plus nuancés que Gilbert Badia et des critiques ponctuelles de l'État communiste, le développement de la RDA n'en reste pas moins une « success story » pour lui. Ainsi, ses publications dans les années 1960 interpellent le politologue et germaniste Alfred Grosser, qui l'accuse d'une approche « neutre » et « non critique ».
Pour Pfeil, les écrits de Castellan concernant la RDA sont caractéristiques d'une période où prendre parti pour l'une ou l'autre Allemagne au sein de la recherche de la RDA de gauche était un marqueur de son propre positionnement dans le paysage intellectuel français. Il était typique, que des « gauchistes non communistes » comme Castellan répartissent équitablement les réprimandes des deux côtés de la frontière idéologique, afin de ne pas laisser la parole aux professionnels de l'anticommunisme.
Comme Badia, Castellan a été impliqué dans la société d'amitié française de la RDA. En tant que vice-président ou président de France-RDA, il a rendu compte en s'excusant de ses activités et de l'histoire de cette société dans une monographie qu'il a publiée en 1978 avec son secrétaire général de longue date et membre du PCF Roland Lenoir. Le Parti communiste est-allemand lui a témoigné sa reconnaissance pour cet engagement et, à l'occasion du 25e anniversaire de France-RDA, lui a décerné la médaille « Étoile de l'amitié des peuples » en avril 1983.

## Prix
Trois de ses ouvrages reçoivent des prix :
- Prix Thiers en 1970 pour L'Allemagne de Weimar.
- Prix Maurice-Trubert en 1982 pour « Dieu garde la Pologne ! ». Histoire du catholicisme.
- Prix Thiers en 1995 pour Histoire des peuples d’Europe centrale.

## Distinctions
Chevalier de l'ordre national du Mérite.

## Publications
(octobre 2024).
- Le réarmement clandestin du Reich (1930-1935), Paris, Plon, 1954
- D.D.R. Allemagne de l'Est, avec la collaboration de M. Barth, J.-Y. Calvez, A. Lewin, R. Ruffieux, W. Zyssy […], préface d'Edmond Vermeil, Paris, Éditions du Seuil, 1955
- La République démocratique allemande : RDA, Paris, Presses universitaires de France, coll. Que sais-je ?, 1961
- La vie quotidienne en Serbie au seuil de l'indépendance, Paris, Hachette, 1967.
- L'Allemagne de Weimar (1918-1933), Paris, A. Colin, coll. « U », 1969. [Dans ce livre, G. Castellan se propose d'étudier la République de Weimar en tant que telle. Et non comme le régime qui, vu après 1933, aurait, de manière inévitable, conduit au IIIe Reich[6].]
- Une cité provençale dans la Révolution. Chronique de la ville de Vence en 1790, Flammarion, 1978
- France-République démocratique allemande : 30 ans de relations, avec Roland Lenoir, préf. Louis Périllier, postf. Jacques Denis, Paris, Presses universitaires de France, 1978
- Itinéraires allemands, Paris, Presses universitaires de France, 1981
- « Dieu garde la Pologne ! » Histoire du catholicisme polonais (1795-1980), Paris, R. Laffont, 1981, prix Maurice-Trubert de l’Académie française en 1982.
- Histoire des Balkans. XIVe – XXe siècle, Paris, Fayard, 1991.
- Histoire des peuples d'Europe centrale, Paris, Fayard, 1994[7], réédition en 2014, 528 p.,  (ISBN 9782213639109) [présentation en ligne].
- Histoire du Peuple roumain, Crozon, Éditions Armeline, 2002, 388 p. + VIII p.  (ISBN 2-910878-19-8).
- Histoire de l’Albanie et des Albanais, Crozon, Éditions Armeline, 2002, 204 p. + X p.  (ISBN 2-910878-20-1).
- Un pays inconnu : la Macédoine, Crozon, Éditions Armeline, 2003, 155 p. + VIII p.  (ISBN 2-910878-24-4).
- Serbes d'autrefois. Aux origines de la Serbie moderne, Crozon, Éditions Armeline, 2005, 342 p.  (ISBN 2-910878-27-9).
- Histoire de la Bulgarie. Au pays des roses, Crozon, Éditions Armeline, 2007, 351 p. + VIII p.  (ISBN 978-2910878320).
- Histoire de la Croatie et de la Slovénie. Les Slaves du Sud-Ouest, Crozon, Éditions Armeline, 2011, 522 p. + XVI p.  (ISBN 978-2-910878-35-1).